# 石宣
石 宣（せき せん、314年以降 - 348年）は、後趙の皇帝（天王）石虎の2番目の天王太子。母は2番目の天王后杜珠。

## 生涯
石虎の次男として生まれた。
330年2月、石勒が趙天王を称すと、石宣は左将軍に任じられた。
333年8月、石虎が丞相・大単于に任じられ、魏王に封じられると、石宣は使持節・車騎大将軍・冀州刺史に任じられ、河間王に封じられた。
337年1月、石虎が大趙天王を自称すると、石宣は河間公に降封となった。
石宣は楽安公石韜（石宣の異母弟）と共に石虎から寵愛を受けていたが、天王太子石邃（石宣の異母兄）はこれに嫉妬して仇敵のように恨んでおり、殺害を計画したほどであった。
7月、石邃が石虎の怒りを買って処刑されると、石宣は代わって天王太子に立てられ、生母の杜珠は天王后に立てられた。
338年5月、歩騎2万を率いて朔方鮮卑の斛摩頭を攻めると、これを撃ち破って4万人余りの首級を挙げた。
339年7月、大単于に任じられた。8月、征討大都督夔安が歩兵5万を率いて荊揚北部へ、騎兵2万を率いて邾城へ侵攻すると、石宣は配下の将軍朱保をこれに従軍させた。朱保は東晋軍を白石において撃ち破り、将軍鄭豹・談玄・郝荘・随相・蔡熊の5将を討ち取った。
340年10月、石虎の命により、石韜と交代で尚書の奏事を決裁するようになった。褒賞・刑罰については自らの判断で決める事を許され、報告する必要も無かった。司徒申鍾はこれを諫めて「賞刑というものは、人君の大柄であり、他人に任せるべきではありません。悪い事象は芽生えたうちに摘み取り、乱を未然に防止すべきです。これをもって軌儀を示すものです。太子とは国の儲貳であり、その職は朝夕に膳を視る事であり、政務を預かるべきではありません。庶人邃（庶人に落とされて処刑された石邃の事）も政務を預かった事であのような事となり、あれは決して遠い昔の事ではありませんぞ。また、政治を二つに分権するのも、禍のきっかけとならないのは稀です。周では王子頽の釁、鄭では共叔段の難が起こりましたが、これはいずれも道を外れた寵によるものです。故に国は乱れて親は害されたのであり、陛下がこれを覧じる事を願います」と述べたが、石虎は聞き入れなかった。
中謁者令申扁は頭脳明晰にして弁舌が巧みであったので、石虎より寵愛されていた。石宣もまた彼とは親しくしていたので、国家の機密について任せるようになった。石虎が政務を執らなくなると、石宣は酒を飲んで遊び回り、石韜もまた酒色にふけって狩猟を好んだので、褒賞や刑罰はみな申扁に任せきりとなった。これにより申扁の権力は内外を傾ける程となり、二千石の身分が一門から多数輩出され、九卿以下はみな彼の後塵を拝したという。
太子詹事孫珍は目の病気を患い、侍中崔約にどう対処すべきか尋ねた。崔約はふざけて「中を溺れさせれば、治るであろう」と言った。これに孫珍は「目をどうやって溺れさせるというのか」と問うと、崔約は「卿は深目であるから、中で溺れさせるに耐えうるであろう」と答えた。孫珍はこれに恨み、石宣にそのまま告げた。石宣は諸兄弟の中でも最も胡人の容貌を残しており、目の彫りが深かった。その為、これを聞くと激怒し、崔約の父子を誅殺した。これ以降、公卿以下は孫珍を恐れ憚り、伏し目で見るようになった。
342年12月、右僕射張離は五兵尚書を領しており（五兵尚書は現在の国防大臣に相当する）、石宣に媚びを売ろうと思って「今、諸侯の吏兵は限度を超えています。少しずつ減らしていくべきです。これをもって根本を安泰させるのです」と勧めた。石宣は石虎から寵愛されていた石韜を妬んでいたので、張離に命じて「秦・燕・義陽・楽平の四公は吏197人、帳下兵200人を置く事とし、それ以下の者は3分の1を置く事を認める。これにより余った兵5万は全て東宮に配備するものとする」と奏させた。これにより諸公は恨み、溝がますます広がった。
343年8月、鮮卑斛谷提の討伐に向かうと、これを大破して3万の首級を挙げた。
石宣の淫虐は日増しに酷くなっていったが、この事を石虎に告げる者はいなかった。石宣は独断で命令を発し、1万人を越す女を集め、鄴宮に入れていたという。
344年、領軍王朗は石虎へ上言して「今年は寒さが厳しく雪も多く降りましたが、皇太子（石宣）は人を使って宮廷の木を伐採させ、漳河から水を引き込みました。徴発された者は数万人に及び、怨嗟の声が満ちております。陛下はこのような状況で出遊なさるべきではないかと」と戒めると、石虎はこれに従ったが、石宣はこの発言に憤ったという。
4月、熒惑（火星）が房宿に入るという事象が起こると、石宣は太史令趙攬に命じて上言させて「昴いうのは、趙の領域であります。故に熒惑の所在というのは主が心配する所です。房とは天王の事であり、今熒惑がこれに入りました。その禍は些細なものではありません。貴臣で王姓の者を処断し、これを対処すべきです」と勧めると、石虎は「誰をそうすべきか」と問うた。趙攬は「王領軍（王朗）より貴いものはおりません」と答えたが、石虎は王朗の才を惜しみ、趙攬へその次について尋ねた。すると、趙攬は「その次は中書監王波であります」と述べた。これにより石虎は詔を下して王波の過去の失敗を蒸し返して罪に問い、これを腰斬に処した。彼の4人の子も同罪となり、屍は漳水に投げ込まれた。しばらくして、石虎は無実にもかかわらず処断してしまった事を憐れみ、王波に司空を追贈してその孫を侯に封じた。
347年9月、石虎の命により、石宣は山川において遊猟を行い、福を祈願する事となった。石宣は大輅に乗り、羽葆・華蓋を携え、天子の旌旗を建てると、16軍総勢18万で金明門より出発した。石虎は後宮の陵霄観に昇ってこれを望むと、笑って「我が家の父子はこのようである。自ずと天崩地陷でもしなければ、何を憂おうというのか！ただ子を抱いて孫と戯れ、日々楽しむのみである」と述べた。 
石宣は馳逐する事を好み、行く先々の行宮においてこれを行った。人を列と為して周りを広く囲ませ、四面は各々百里ほどとなった。そこで禽獣を走らせ、暮れに至ると一か所に集めた。文武の官吏達を跪かせて動かないよう命じ、囲みを守らせた。かがり火により昼のように照らし出された。精鋭百騎余りを走らせて射撃を命じ、石宣は姫妾と共に輦（乗輿）でこれを見物し、帰るのを忘れる程楽しんだ。獣が尽くいなくなると、狩猟を終えた。逃げ出した獣も居たが、逃がした者が爵位が有れば馬を奪って1日徒歩で歩かせた。爵位が無くば鞭打ち100回とした。余りにも峻制厳刑であったため、文武官は戦慄し、飢えや凍えにより1万を超える士卒が亡くなった。石宣は弓馬や衣食を全て天子の所有物であると称し、これに反発する者は禁罪を冒したとして罪とされた。一行は3州15郡を通過したが、通過した場所には資産は何も残らなかった。
石虎はまた石韜にも継いで出発させ、并州を出て秦州・雍州へ至る経路も同様であった。石宣は同列に扱われた事に激怒し、ますます石韜を妬むようになった。
宦官の趙生は石宣から寵愛を受けていたが、石韜からは重んじられなかった。その為、密かに石韜を除くよう石宣へ勧めた。これにより、石宣は石韜の謀殺を考え始めるようになった。
348年4月、石虎は石韜を寵愛していたので、石宣に代わって太子に立てようと考えたが、石宣の方が年長だったので決断できなかった。ある時、石宣は石虎に逆らうと、石虎は怒って「韜（石韜）を立てなかったのは失敗であった！」と言った。これにより石韜は益々傲慢となり、太尉府（石韜は太尉）に堂を建てると宣光殿と名付け、その梁の長さは9丈に及んだ。石宣はこれを知ると怒り（自らの名である宣の文字があったからか）、匠を処刑して梁を断ち切った。石韜もまたこれに怒り、梁の長さを10丈とした。石宣はこれを知ると、側近の楊柸・牟成・趙生へ「韜（石韜）は凶豎にして勃逆し、敢えて我と違ってこのような事をしている！汝らがこれを殺す事が出来たなら、我は西宮に入り、韜の国邑を尽く汝らに分封しよう。韜が死ねば、主上は必ず喪に臨む。これをみて我は大事を決行すれば、どうして成功しない事があろうか」と語ると、楊柸らはこれを許諾した。
8月、石韜は夜に群臣と共に東明観において宴を行い、仏精舍にて宿泊した。石宣は楊柸らに命じて獼猴梯（細長い梯子）を掛けて侵入させ、石韜を殺害させると、彼らはその刀箭を置いて立ち去った。
夜が明けると、石宣はこの事を上奏した。石虎は驚愕して卒倒し、しばらくしてから意識を取り戻した。その後、宮殿を出て喪に臨もうとしたが、司空李農はこれを諫めて「秦公（石韜）を害した者は未だ判明しておりません。もし賊がまだ京師（鄴）に居るのであれば、軽々しく出歩くべきではありません」と諫めたので、石虎は自ら喪事に臨むのを中止し、警戒を厳重にしてから太武殿において哀悼した。
石宣は素車に乗り込んで千人を従え、石韜の喪に臨んだものの、涙を流す事なく「呵呵」と言うのみであり、衾を開いてその屍を見ると、大笑いしてから去った。また、大将軍記室参軍鄭靖・尹武らを捕らえると、彼らにその罪を着せた。だが、石虎は石韜を殺したのは石宣ではないかと疑っており、彼を召し出して真偽を正そうとしたが、警戒して入ってこないのではと考え、母の杜珠が悲しみの余り危篤に陥ったと偽り、石宣を招聘した。石宣は疑う事なく中宮に入ると、石虎はこれを抑留した。
史科という人物は石宣の謀略を知っていたので、これを石虎へ漏らした。これにより、石虎は楊柸・牟成を捕らえるよう命じたが、彼らは逃亡してしまった。ただ趙生を捕らえる事に成功し、彼を詰問したところ、すべて白状した。石虎の悲憤はいよいよ尋常ではなくなり、石宣は席庫に幽閉され、顎に穴を空けられて鉄環を着けられ、鎖に繋がれた。また、石虎は数斗の木槽を作らせると、羹飯を和えさせ、猪狗のように食させた。石虎は石韜が殺された刀箭を手に取ると、その血を舐めて泣き叫び、宮殿が震動するほどであった。仏図澄は「宣・韜はいずれも陛下の子です。今、韜の為に宣を殺そうとしておりますが、これは禍を重ねるだけです。陛下はもし慈恕の心で接するならば、福祚は長くなるでしょう。もしこれを誅するならば、宣は彗星となって鄴宮を一掃してしまうでしょう」と諫めたが、石虎は従わなかった。
鄴の北に柴を積んでその上に標を立て、標の末端には鹿盧を置いて穴を明けて縄を通させ、梯にも柴を積み上げた。そして石宣をその下に送ると、石韜の側近である宦官郝稚・劉覇に髪と舌を引き抜かせると、これを牽いて梯に昇らせた。郝稚は縄を石宣の顎に通し、鹿盧で絞り上げた。劉覇はその手足を切断し、眼を斬って腸を潰し、石韜と同じような状態にした。さらに、四面から柴に火を放つと、その煙炎は天にも届かくほどとなった。石虎は劉昭儀以下数千人と共に中台に昇ってこれを見物した。火が消えると、その遺灰を諸門の道中にばらまいた。彼の妻子9人もまた殺害される事となったが、石宣の末子はまだ数歳であり、石虎はかねてより可愛がっていた。その為、彼を抱きよせると憐れんで涙を流した。その子が「子にも罪はあるのでしょうか」と訴えたので、石虎はこれを赦そうと考えたが、大臣はこれを聞き入れず、抱えていた子を取り上げた。その子は石虎の衣を挽いて泣き叫んだが、帯は断ち切られて連行され、処刑された。これを見て涙を流さぬ者はおらず、石虎はこれにより発病してしまったという。天王后の杜珠は廃されて庶人に落とされ、彼の側近300人、宦官50人はみな車裂きの刑によりばらばらとなり、遺骸は漳水へ捨てられた。東宮は猪牛を養う場所として汚され、東官の衛士10万人余りは涼州へ流された。

## 伝記資料
- 『晋書』石虎載記
- 『十六国春秋』
- 『資治通鑑』